# M1922 Bang rifle
O Model 1922 Bang rifle, foi um rifle semiautomático no calibre .256" (Krag de 6,5 mm), projetado pelo dinamarquês Søren Hansen Bang e submetido para avaliação do "US Army Ordnance Department" durante a década de 1920 como parte de um programa para padronizar e adotar um substituto para o M1903 Springfield. O Bang Model 1922 foi uma modificação/evolução dos modelos anteriores dos rifles Bang modelo de 1909 e de 1911, ambos no calibre .30".

## Histórico
O rifle Bang Model 1911, no calibre .30-06 Springfield, foi o primeiro rifle semiautomático a ter sucesso quando submetido à avaliação do "US War Department" quando foi submetido a testes em 1919. Com base nele, Søren Bang submeteu o Bang Model 1922 no calibre .256" (Krag de 6,5 mm), para o "US Army Ordnance Department" para uma nova avaliação em 1927.

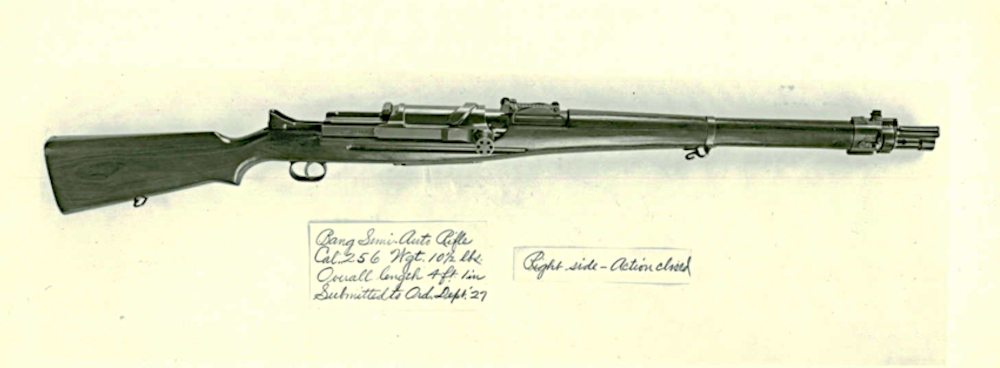
O "Model 1922 Bang rifle".

## Características
O M1922 Bang rifle Era operado a gás, usando um sistema de "copo" deslizante na "boca" do cano, que era empurrado para a frente pelos gases de combustão enquanto a bala saía do cano. Durante os testes de campo em 1919 e 1927, o rifle foi demonstrado pelo seu projetista. Devido à sua complexidade mecânica e sua suscetibilidade à incrustação pelos resíduos de gás do "copo" deslizante, diferente da experiência em 1911, nos testes de 1927, ele não teve sucesso nos testes do governo dos Estados Unidos.
O sistema de ação por gás de Bang, originalmente desenvolvido em 1903, inspirou vários desenvolvimentos de outras armas: foi usado na malsucedida metralhadora francesa Puteaux APX de 1904 e sua sucessora direta, a polêmica metralhadora St. Étienne Mle 1907. E também no Gewehr 41 onde sofreu as mesmas deficiências.

### Lista de patentes
- Patente E.U.A. 901 143, 13 de outubro de 1908, "Device for Automatic Firing of Self-Loading Arms, Inventor Søren H. Bang of Copenhagen, Denmark"
- Patente E.U.A. 1 534 486, 21 de abril de 1925, "Self-Loading Firearm, Inventor Søren H. Bang of Copenhagen, Denmark"